# Listă de forme de relief pe Europa
Aceasta este o listă de forme de relief numite pe Europa, un satelit al planetei Jupiter. Craterele și lineale sunt enumerate pe pagini separate: listă cratere pe Europa și lista de lineae pe Europa .

## Cavi
Cavi sunt depresiuni neregulate cu laturi abrupte care nu par a fi cratere de impact.
| Cavus       | Engleză pronunție | Coordonate              | Diametru (km) | Data de aprobare | Numit după                                                                              | Refs  |
| ----------- | ----------------- | ----------------------- | ------------- | ---------------- | --------------------------------------------------------------------------------------- | ----- |
| Moyle Cavus | /ˈmɔɪl/           | 25°S 168°V / 25°S 168°V | 145           | 2019             | Moyle, o mare rece în care copiii lui Lir (Llyr) au petrecut trei sute de ani ca lebede | WGPSN |

## Chaos

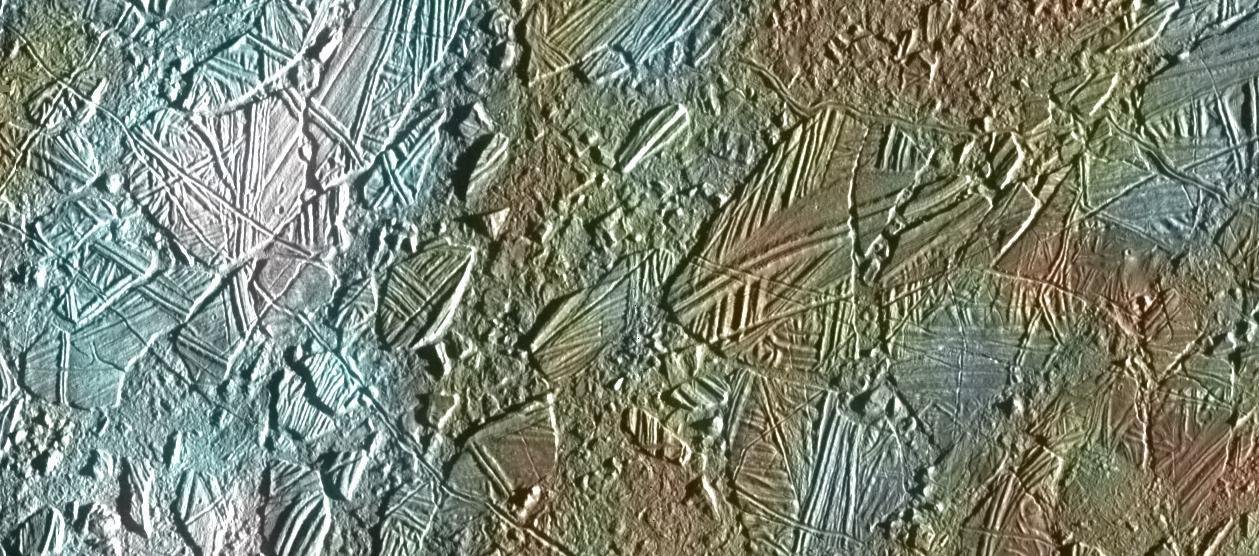
Vedere parțială color îmbunătățită a Conamara Chaos

Pe Europa, regiunile de teren haotic sunt numite după locuri din mitologia celtică .
| Chaos          | Engleză pronunție | Coordonate                      | Diametrul (km) | Data de aprobare | Numit după            | Refs  |
| -------------- | ----------------- | ------------------------------- | -------------- | ---------------- | --------------------- | ----- |
| Arran Haos     | /ˈærən/           | 13°24′N 168°00′W / 13.4°N 168°V | 26             | 2007             | Insula Arran, Scoția  | WGPSN |
| Conamara Chaos | /kɒnəˈmɛərə/      | 9°42′N 272°42′W / 9.7°N 272.7°V | 143,7          | 1997             | Connemara, Irlanda    | WGPSN |
| Murias Haos    |                   | 22°24′N 83°48′W / 22.4°N 83.8°V | 116            | 2003             | Murias                | WGPSN |
| Narbeth Haos   |                   | 26°S 273°V / 26°S 273°V         | 20             | 2007             | Narbeth, Țara Galilor | WGPSN |
| Rathmore Haos  |                   | 25°24′N 75°00′W / 25.4°N 75°V   | 57             | 2007             | Rathmore, Irlanda     | WGPSN |

## Flexūs
Un flexus este o creastă joasă, curbată, cu un model festonat. Flexūs de pe Europa sunt numite după locurile vizitate de Europa în timpul călătoriei ei cu taurul Zeus .
| Flexus         | Engleză pronunție | Coordonate                        | Diametrul (km) | Data de aprobare | Numit după | Refs  |
| -------------- | ----------------- | --------------------------------- | -------------- | ---------------- | ---------- | ----- |
| Cilicia Flexus | /sɪˈlɪʃiə/        | 59°30′S 171°42′W / 59.5°S 171.7°V | 1312           | 1979             | Cilicia    | WGPSN |
| Delphi Flexus  | /ˈdɛlfaɪ/         | 68°12′S 174°06′W / 68.2°S 174.1°V | 793            | 1985             | Delphi     | WGPSN |
| Gortyna Flexus | /ɡɔrˈtaɪnə/       | 42°06′S 144°36′W / 42.1°S 144.6°V | 940            | 1979             | Gortȳna    | WGPSN |
| Phocis Flexus  |                   | 44°30′S 198°24′W / 44.5°S 198.4°V | 242            | 1985             | Phocis     | WGPSN |
| Sidon Flexus   | /ˈsaɪdən/         | 66°24′S 183°24′W / 66.4°S 183.4°V | 1133           | 1979             | Sidon      | WGPSN |

## Fossae
Fossaele sunt numite după rândurile antice de piatră celtice.
| Fossa               | Engleză pronunție | Coordonate                          | Diametru (km) | Data de aprobare | Numit după                                          | Refs  |
| ------------------- | ----------------- | ----------------------------------- | ------------- | ---------------- | --------------------------------------------------- | ----- |
| Beenalaght Fossa    |                   | 1°12′N 82°05′W / 1.2°N 82.08°V      | 882           | 28 mai 2019      | Beenalaght, rând de piatră,County Cork, Irlanda     | WGPSN |
| Eightercua Fossa    |                   | 6°41′N 340°43′W / 6.68°N 340.71°V   | 407           | 28 mai 2019      | Eightercua, rând de piatră,County Kerry, Irlanda    | WGPSN |
| Kerlescan Fossae    |                   | 3°20′N 238°14′W / 3.34°N 238.24°V   | 410           | 28 mai 2019      | Kerlescan, rând de piatră,Carnac, Bretania          | WGPSN |
| Kermario Fossae     |                   | 44°41′N 354°22′W / 44.69°N 354.36°V | 191           | 28 mai 2019      | Kermario, rând de piatră,Carnac, Bretania           | WGPSN |
| Maughanasilly Fossa |                   | 34°14′S 155°11′W / 34.24°S 155.19°V | 920           | 28 mai 2019      | Maughanasilly, rând de piatră, County Cork, Irlanda | WGPSN |
| Ménec Fossae        |                   | 51°59′S 177°52′W / 51.98°S 177.87°V | 33            | 28 mai 2019      | Ménec, rând de piatră, Carnac, Bretania             | WGPSN |

## Forme de relief mari inelate

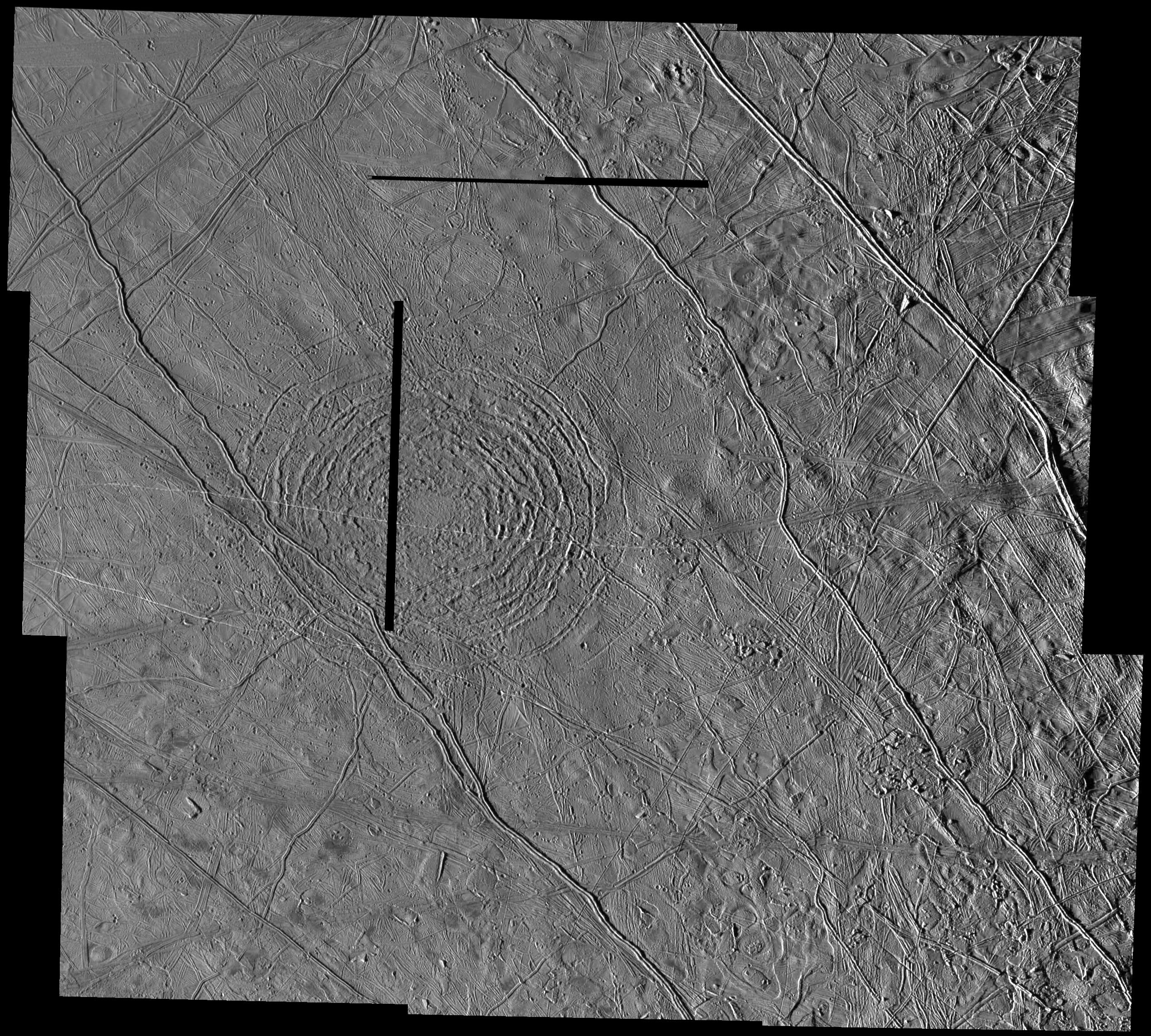
Structura de impact multi-inelată Tyre

Aceste structuri de impact poartă numele unor locații importante din istoria antică .
| Forme de relief mari inelate       | Engleză pronunție | Coordonate | Diametru (km) | Data de aprobare | Numit după        | Refs  |
| ---------------------------------- | ----------------- | ---------- | ------------- | ---------------- | ----------------- | ----- |
| Callanish                          |                   |            | 107           | 1997             | Callanish, Scoția | WGPSN |
| Tyre (anterior listat ca o macula) | /ˈtaɪər/          |            | 149           | 1997             | Tir, Liban        | WGPSN |

## Maculae
Maculae Europane (petele întunecate) sunt numite după locații din mitologia greacă, în special în legenda lui Cadmus și căutarea lui pentru sora sa, Europa .
| Macula          | Engleză pronunție | Coordonate | Diametrul (km) | Data de aprobare | Numit după | Refs  |
| --------------- | ----------------- | ---------- | -------------- | ---------------- | ---------- | ----- |
| Beotia Macula   | /biːˈoʊʃiə/       |            | 30             | 1997             | Beotia     | WGPSN |
| Castalia Macula | /kəˈsteɪliə/      |            | 35             | 2003             | Castalia   | WGPSN |
| Ciclade Macula  | /ˈsɪklədiːz/      |            | 107            | 1997             | Ciclade    | WGPSN |
| Thera Macula    | /ˈθɪərə/          |            | 95             | 1979             | Thera      | WGPSN |
| Tracia Macula   | /ˈθreɪs/          |            | 180,2          | 1979             | Tracia     | WGPSN |

## Mensae
| Mensa         | Coordonate | Diametru (km) | Data de aprobare | Numit după                                | Refs  |
| ------------- | ---------- | ------------- | ---------------- | ----------------------------------------- | ----- |
| Belenos Mensa |            | 34            | 2019             | Belenos, zeul soarelui celtic italian     | WGPSN |
| Borvo Mensa   |            | 49,72         | 2019             | Borvo, zeul galic al vindecării           | WGPSN |
| Grannus Mensa |            | 42            | 2019             | Grannus, zeul romano-celtic al vindecării | WGPSN |

## Regiuni
Regiunile Europane sunt numite după locații din mitologia celtică .
| Regio          | Engleză pronunție | Coordonate | Diametru (km) | Data de aprobare | Numit după                                 | Refs  |
| -------------- | ----------------- | ---------- | ------------- | ---------------- | ------------------------------------------ | ----- |
| Annwn Regio    | /ˈænuːn/          |            | 2300          | 11 mai 2007      | Annwn, lumea de dincolo galeză             | WGPSN |
| Argadnel Regio |                   |            | 1900          | 2003             | Argadnel, paradisul celtic                 | WGPSN |
| Balgatan Regio |                   |            | 2500          | 11 mai 2007      | Pasul Balgatan din mitologia celtică       | WGPSN |
| Dyfed Regio    |                   |            | 1750          | 11 mai 2007      | Regatul lui Dyfed                          | WGPSN |
| Falga Regio    |                   |            | 2500          | 11 mai 2007      | Inis Fer Falga, insula legendară irlandeză | WGPSN |
| Moytura Regio  |                   |            | 483           | 1997             | Magh Tuiredh, locul de luptă irlandez      | WGPSN |
| Powys Regio    | /ˈpoʊɪs/          |            | 2000          | 11 mai 2007      | Regatul Powys                              | WGPSN |
| Tara Regio     | /ˈtærə/           |            | 1780          | 11 mai 2007      | Dealul Tara, Irlanda                       | WGPSN |